# Alcossebre
Alcossebre eller Alcocéber är en ort i Spanien. Den ligger i provinsen Província de Castelló och regionen Valencia, i den östra delen av landet, 300 km öster om huvudstaden Madrid. Alcocéber ligger 14 meter över havet och antalet invånare är 5 000.
Terrängen runt Alcossebre är platt åt sydväst, men åt nordost är den kuperad. Havet är nära Alcossebre åt sydost.  Närmaste större samhälle är Alcalà de Xivert, 6,9 km nordväst om Alcossebre. 